# 施槃 (正統進士)
施槃（1417年—1440年），字宗铭，直隶吴县（今江苏吴县）人。明朝翰林，正統己未狀元及第。

## 生平
生于明成祖永乐十五年（1417年），明英宗正统三年（1438年）舉戊午科應天鄉試，正統四年（1439年）聯登己未科一甲第一名進士（状元）。授翰林院修撰。卒于正统五年（1440年）。

## 傳聞
傳聞本科原取張和，因張有眼疾而改取施槃。

## 詩作
- 《恩榮宴》

千里觀光我獨行，辭親無奈惜離情。
玉堂未擬登三輔，金榜先叨第一名。
麟鳳駢臻欣道泰，車書混一仰文明。
太平天於恩如海，虎嘯龍吟會匪輕。